# Platyleberis profunda
Platyleberis profunda is een mosselkreeftjessoort uit de familie van de Xestoleberididae. De wetenschappelijke naam van de soort is voor het eerst geldig gepubliceerd in 1975 door Breman.